# Longuenée-en-Anjou
Longuenée-en-Anjou é uma comuna francesa na região administrativa da Pays de la Loire, no departamento de Maine-et-Loire. Estende-se por uma área de 53,50 km². Em 2010 a comuna tinha 6 483 habitantes (densidade: 121,2 hab./km²).
A municipalidade foi estabelecida em 1 de janeiro de 2016 e consiste na fusão das antigas comunas de La Membrolle-sur-Longuenée, La Meignanne, Le Plessis-Macé e Pruillé.